# Вітошинська Ольга-Любомира
Ольга-Любомира Гаращук (*27 листопада 1908 — †30 червня 2000), у шлюбі Вітошинська — українська громадська діячка, журналістка, письменниця, перекладачка. Псевдонім – Софія Наумович.

## Життєпис
Народилася 27 листопада 1908 року у м. Перемишль, тепер Польща. Після закінчення школи переїздить до Львова. 1930-х роках працювала тут у редакції газети «Українські вісті». На початку 1940 року ув'язнена органами НКВС у львівській в'язниці. Звільнена була з відступом радянської армії у 1941 році.
В 1944 році емігрувала до Західної Європи. Закінчила Український вільний університет у Мюнхені, Національний інститут східних мов і цивілізацій. У 1970 році Сорбонну (Париж, Франція). Після чого читала лекції, виступала з науковими доповідями на теми української літератури.
Член-засновниця Союзу українок Франції, член Міжнародного руху матерів. Кореспондентка українських політичних і культурних газет і журналів діаспори.
Працювала під псевдонімом Софія Наумович. Авторка історичної повісті «Забута королева», перекладачка творів Лесі Українки французькою, французьких письменників українською мовами. Померла 30 червня 2000 року в м. Мелан (Франція).

## Творчий доробок
Авторка повістей „Королева” (1969), в іншому варіанті „Анна Ярославна – королева Франції” (1990), „Непереможний Лев” (1991), перекладів, літературознавчих праць.
- Вітошинська О. Непереможний лев. – Лондон; Париж, 1991.
- Вітошинська О. Подорожі Блаженішого Кир Йосифа VII (1968-1970) у світлі чужої преси. – Рим; Париж, 1972. – 143 с.
- Вітошинська О. Сусіди й меншини. – Лондон; Париж: Українська видавнича спілка, 1994.
- Наумович С. Анна Ярославна – королева Франції. – Париж – Мюнхен, 1990. – 163 с.
- Наумович С. Арагон і Яновський // Визвольний Шлях. – 1961. –Кн. 4. – С. 379-384.
- Наумович С. Винниченко, Грушевський, Сартр... // Визвольний Шлях. – 1972. – Кн. 8/9. – С. 1076-1081.
- Наумович С. В’їзд У. Самчука ... до Києва // Визвольний шлях. – 1965. – № 12. – С. 1364-1366.
- Наумович С. Два Дон Жуани: Про книги „Камінний господар” Лесі Українки і „Дон Жуан” Ж.-Б. Мольєра // Визвольний Шлях. –1969. – Кн. 1. – С. 501-507.
- Наумович С. Дві поетки-модерністки (Емма Андієвська „Народження ідола”, Шуварська-Шумилович „Співуче світло”) // Визвольний шлях. – 1959. – № 7. – С. 837-838.
- Наумович С. Дещо про сучасну „літературу” в Західній Україні: Спроба характеристики // Визвольний Шлях. – 1955. – Кн. 5. – С. 103-109.
- Наумович С. З літературно-мистецької панорами: прозаїк, літературознавець // Визвольний шлях. – 1976. – № 1. – С. 116-121.

## Інтернет-ресурси
- http://www.ukrainians-world.org.ua/ukr/peoples/77e880505be06695/%5Bнедоступне+посилання+з+червня+2019%5D